# Nakayama Grand Jump
Le Nakayama Grand Jump est une course hippique de steeple-chase se déroulant au Japon sur l'hippodrome de Nakayama.
C'est le steeple-chase le plus richement doté du monde, avec une allocation globale supérieure à 1,2 million d'euros pour l'année 2006. C'est une course de Grade I réservée aux chevaux de 4 ans et plus.
Il se court sur la distance de 4.250 mètres et se déroule tous les ans à la mi-avril.

## Palmarès
| Année | Vainqueur | Jockey               |
| 2000  | Gokai     | Yoshiyuki Yokoyama   |
| 2001  | Gokai     | Yoshiyuki Yokoyama   |
| 2002  | St Steven | Craig Thornton       |
| 2003  | Big Taste | Katsuyoshi Tsuneishi |
| 2004  | Blandices | Takashi Oehara       |
| 2005  | Karasi    | Brett Scott          |
| 2006  | Karasi    | Brett Scott          |
| 2007  | Karasi    | Brett Scott          |